# کاهلیا هاگ
کاهلیا هاگ (انگلیسی: Kahlia Hogg؛ زادهٔ ۹ دسامبر ۱۹۹۳) بازیکن فوتبال اهل استرالیا است.
وی همچنین در تیم‌های ملی فوتبال Australia women's national under-17 soccer team و Australia women's national under-20 soccer team بازی کرده‌است.